# Tsuyoshi Kitazawa
Tsuyoshi Kitazawa (Tòquio, Japó, 10 d'agost de 1968) és un futbolista japonès retirat que va disputar 58 partits amb la selecció japonesa.